# Pleuraspidotherium
Pleuraspidotherium es un género extinto de condilartros de la familia Pleuraspidotheriidae que vivieron en el Paleoceno de lo que ahora es Europa.